# Звягино (Московская область)
Звягино — деревня в Лотошинском районе Московской области России.
Относится к городскому поселению Лотошино, до реформы 2006 года относилась к Кировскому сельскому округу. Население — 24 чел. (2010).

## География
Расположена в северной части городского поселения, примерно в 8 км к северо-западу от районного центра — посёлка городского типа Лотошино, на правом берегу реки Руссы, впадающей в Лобь. В деревне 4 улицы — Озёрная, Полевая, Приозёрная и Центральная. В 1 км южнее находится озеро Большое Соколово. Соседние населённые пункты — деревни Кудрино, Пешки и Татьянки.

## Исторические сведения
По сведениям 1859 года — деревня Татьянковской волости Старицкого уезда Тверской губернии (Лотошинский приход) в 41 версте от уездного города, на возвышенности, с 14 дворами, 2 прудами, 10 колодцами и 120 жителями (63 мужчины, 57 женщин).
В «Списке населённых мест» 1862 года Звягино — владельческая деревня 2-го стана Старицкого уезда по Волоколамскому тракту, при реке Рузце, с 16 дворами и 133 жителями (61 мужчин, 72 женщина).
В 1886 году — 36 дворов и 203 жителя (100 мужчин, 103 женщины).
В 1915 году насчитывалось 34 двора, а деревня относилась к Федосовской волости.
С 1929 года — населённый пункт в составе Лотошинского района Московской области, до 1939 — центр Звягинского сельсовета.

## Население
| 1859 | 1886 | 2002 | 2006 | 2010 |
| ---- | ---- | ---- | ---- | ---- |
| 133  | ↗203 | ↘20  | ↘8   | ↗24  |